# 大編隊
大編隊 亦被稱為巴爾博， 是英國皇家空軍第12聯隊指揮官特拉福特•雷-馬洛里少將和臨時空軍少校道格拉斯•巴德在不列顛戰役中提出的空戰戰術。本質上，是由三到五個中隊的兵力組成一個以大隊形式作為飛行編隊的戰術，應對有關來襲的納粹德國空軍的轟炸襲擊。在戰役中，這種戰術被巴德少校指揮下的"杜斯福特大隊(Duxford Wing)"所使用。巴爾博一詞是指義大利空軍軍官、愛國主義的國家領導人伊塔洛·巴尔博，他在戰前以領導大型編隊進行長途飛行而聞名。

## 大編隊戰術相對帕克的迎擊方法

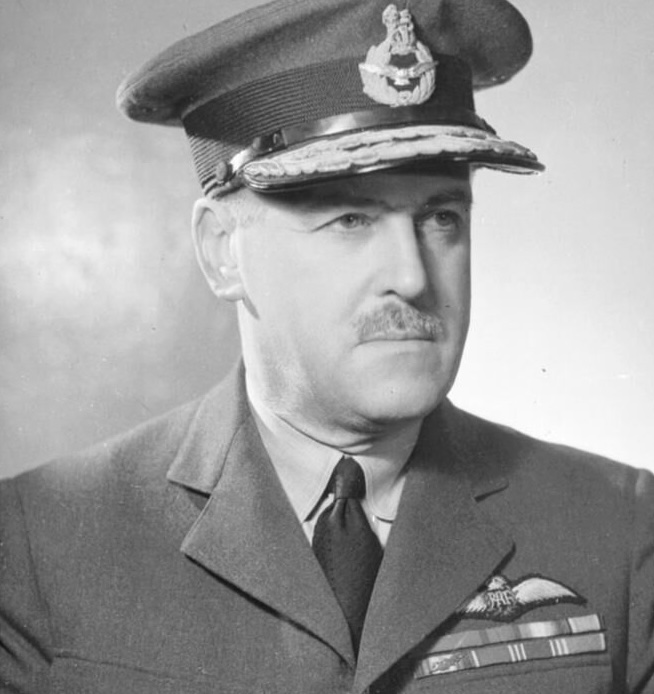
特拉福特•雷-馬洛里是大編隊的主要倡導者

大編隊與英國皇家空軍戰鬥機司令部的第11聯隊指揮官基斯•帕克少將使用的戰術形成鮮明對比，後者在不列顛戰役中面臨"德國空軍"最大程度的攻擊。戰鬥機司令部司令官空軍上將休·道丁投入了大量精力開發世界上第一個綜合防空系統，該系統包括本土鏈雷達探測站、皇家觀測團地面觀察站、電訊和信息處理等。 帕克少將與個別中隊使用道丁上將設計的雷達戰術進行了迎擊，他認為這是最靈活和最有效地活用他的飛機，特別是考慮到德國空軍對英國領空的滲透深度較淺。他對敵機的突襲使用了可能由幾個中隊輪流參與的一擊脫離戰術。這一戰術遭到了帕克的許多部屬的質疑，他們為第11聯隊所屬中隊的高昂損失感到震驚。在這場消耗戰中，他們想使用更大的戰術編隊來得到互相掩護從而減低傷亡數目。
北部相鄰的第12聯隊指揮官特拉福特•雷-馬洛里少將主張大編隊戰術方針，這使他與帕克產生了很大的衝突。雷-馬洛里少將的下屬之一是第242(加拿大)中隊的代理隊長道格拉斯•巴德，他幾周前曾在帕克的大編隊中飛越鄧寇克上空支援英軍撤退行動。掩護法國海灘免受德軍空襲的經驗使巴德確信大型戰術編隊是至關重要的，並且得到雷-馬洛里少將的同意，在杜斯福特皇家空軍基地組建了一支戰鬥機大隊，力圖證明大編隊戰術理論。由杜斯福特基地的指揮官"活地"伍德霍爾上校支援，巴德的大編隊理論是在接下來的幾天里發展起來的，最初包含有三個中隊：駕駛颶風戰鬥機的第242(加拿大)中隊，第310(捷克)中隊和駐地在羅伊斯頓皇家空軍基地附近操作噴火戰鬥機的第19中隊。
1940年9月7日，大編隊首次緊急出擊，在北威爾德巡邏，但編隊遲了到達。巴德承認他們組成編隊的速度太慢與及對於飛往巡邏區的編隊過於分離這一事實; 大編隊聲稱以損失一架戰鬥機的代價擊落了11架敵機。1940年9月，該戰鬥機大隊被多次派去試圖瓦解德國空軍的襲擊。"杜斯福特大隊(Duxford Wing)"不是一個有預先組織和演練的軍事單位，純粹是由戰鬥機司令部一個經驗不足的少校領導，臨時將幾支中隊集結成的戰術部隊。在雷-馬洛里少將和巴德少校之間，既沒有計劃如何使用大編隊戰術，也沒有評估其成效。9月9日，第302(波蘭)中隊的颶風戰鬥機和第611中隊的噴火戰鬥機被部署到"大編隊"，帕克少將再次發訊請求保護第11聯隊的機場，但結果與9月7日大致相同。
帕克在掩護初期的鄧寇克大撤退時曾試驗過大編隊戰術，並堅持這一戰術效率太低，難以操縱到位，各機很少達到編隊的正確位置。第11聯隊的中隊比第12聯隊更接近德國空軍，帕克指出，在根德郡和修適士郡上空沒有足夠的時間讓一個大型編隊獲得高度來抵禦來襲。巴德反駁說，他的大隊可以用作第11聯隊的預備隊。他的部隊遠離法國的德國空軍基地，只需要向第12聯隊提供充分的預警，當需要時他的大隊可以預先在高空就位。巴德堅持要領導大編隊，從而進一步推遲了第12聯隊的戰鬥機部署; 為此，他不得不每天和第242中隊從科提瑟爾皇家空軍基地飛往杜斯福特皇家空軍基地集結。巴德需要時間飛到杜斯福特降落，集結中隊再起飛，然後在空中組成大編隊; 為此需要的預警是極其不現實的。
杜斯福特大隊由颶風和噴火中隊組成，噴火不得不減慢速度以與航速較慢的颶風用相同的空速飛行和爬升。巴德並不總是遵循地面管控攔截雷達指示（GCI），經常主動飛入第11聯隊的防區。要使如此龐大的編隊取得成功，需要良好的規劃和培訓：其領導層不得不遵循戰鬥機司令部的作戰計劃，但這被杜斯福特大隊公然無視。雷-馬洛里少將在下屬巴德組織的大編隊有既得利益，那麼他有責任確保至少戰術組織得當。雷-馬洛里和司令官道丁沒有解決第11和第12聯隊指揮官之間的這種意見衝突。隨後道丁從戰鬥機司令部的崗位上退休，雷-馬洛里被晉升為第11聯隊指揮官的事件表明，雷-馬洛里的大編隊戰術觀點得到了英國皇家空軍高級軍官的贊同。這些支持可能起因於這些高級軍官和道丁之間的緊張關係，而不是英國應如何得到最有效的防禦。
在《噴火：傳奇的肖像》一書中，Leo McKinstry引用消息人士的話說，道丁在戰役後被廣泛批評，皇家空軍重新審視他分割管理帕克的第11和雷-馬洛里的第12聯隊而不是在一個指揮體系下聯合他們的作戰方針，或者至少把他們視作為單一聯隊來協調運作。道丁這一決定的結果是各聯隊之間缺乏協調，這往往意味著第11聯隊的飛機全部能投入作戰，而第12聯隊的飛機則處於閑置狀態。McKinstry引用帕克在1968年的一封信來說明瞭這個問題。
在整個1940年8月和9月，當我所有的中隊都被派去與許多德國轟炸機部隊交戰時，我請求第10聯隊用一兩個中隊來掩護我右側的一些重要目標。布蘭德總是第一時間作出回應，並在許多時機有效地攔截敵軍，防止他們的目標免受敵機轟炸煩擾。在類似的情況下，我請求第12聯隊掩護我位於倫敦東北和東面的戰鬥機機場，但雷-馬洛里不能作出有效回應。這導致霍恩徹奇的北威爾德和迪布頓皇家空軍基地被準確的轟炸，而第12聯隊的大隊正在以大型編隊調度、集結和爬升到我防區的後方。
據McKinstry在帕克當時寫的另一封信中說，"坦白地說，我更擔心（與雷-馬洛里）缺乏合作，而不是擔心德國的大規模突襲行動"。
對此爭論事件的評估在戰役後不久發表在空軍部航空史學科的歷史文獻中，事件被記述名為"不偏不倚(even-handed)"並在1941年公佈，
遺憾的是，兩位聯隊指揮官的一場爭論被容許發生; 他們所代表的兩種對立的戰術方法遠非他們能解決的一個和相同的問題，而在共同的戰爭中每個都有其寶貴的作用，他們真正所能代表的是戰術上的互補，越是這樣越能有效保證最經濟地使用有限的兵力。
以上是空軍部的觀點，其中個別最資深的參與了使用大編隊理論作為密謀反對道丁的手段。鑒於這一點以及對道丁的敵意，空軍部對不列顛戰役的看法可不能說成是"不偏不倚的"。空軍部首次公佈的文獻，沒有提及到道丁或帕克; 在溫斯頓·邱吉爾的堅持下，它被撤回並於1943年發行了修訂版。這次衝突的進一步證據也可以在雷-馬洛里在戰役期間發送給帕克的一份備忘錄中看到，並再次被McKinstry引用，雷-馬洛里的備忘錄"要求充分解釋為什麼第11聯隊的戰鬥機擊落敵機數量超過第12聯隊防區"。備忘錄的要求帶有點諷刺意味，因為原本預計第12聯隊作為第11聯隊的援兵（通過擊落敵機）以加強防衛力量，但相反，大編隊往往投放到錯誤的地方，對第11聯隊經過深思熟慮的計劃造成的破壞比對「德國空軍」造成的破壞更大。

## 有效姓
戰役後，雷-馬洛里再也沒有機會使用大編隊進行防禦戰，它迅速從守勢轉變為攻勢陣型—巴德最終率領其中一支新大隊對法國進行了大規模的戰鬥機掃蕩。時至今日，人們還在討論大編隊戰術使用在作戰中的有效性。儘管雷-馬洛里和巴德認為這是一次重大的成功，但戰後分析表明，被大編隊擊落的德機的實際數量可能只是聲稱的一小部分(即使在當時，對大編隊聲稱的戰績也從來都不可靠的。1940年9月15日，大編隊兩次緊急升空迎擊德軍的突襲，並聲稱擊落52架德機，可能擊落8架，並使其他的受損。(德軍的記錄顯示有6架飛機失蹤)。像雷-馬洛里和肖爾托•道格拉斯這樣的一些高級軍官需要相信這些聲稱的擊落數，這樣他們就可以利用大編隊戰術作為反對道丁的政治工具。這似乎支持了這種觀點，因為杜斯福特大隊過於集中在同一空域內尋找目標，對於大編隊來說，在那裏"沒有足夠的敵機四處流動"。
可以說，第12聯隊有更多的時間讓戰鬥機進入陣地，但即便如此，它也沒有這樣做。當第11聯隊竭盡全力到極限並需要支援時，由於第12聯隊造成的耽誤，讓第11聯隊的機場處於不設防狀態。這不僅是由於在組織大編隊時浪費了時間，而且也是由於他們的指揮官沒有遵循第11聯隊的指示，從而到達了錯誤的位置。第12聯隊不僅沒有支援第11聯隊，雷-馬洛里和巴德為了測試他們的大編隊理論，而讓他們自己的機場和英國很大的一部分領空沒有設防。組織大編隊所花費的時間也浪費了燃料，再加上戰鬥機的航程有限，同樣減少了在戰區停留的時間。當第10聯隊被要求在類似情況下為第11聯隊的機場提供掩護時，第10聯隊提供了適時的保護。
大編隊的傷亡數目明顯低於較小的編隊，這表明他們確實得益於戰鬥機數量上的優勢保護。大編隊總是在倫敦北部與敵人交戰，護航的德國戰鬥機處於其航程和效能的極限。因此，大編隊也很少進行攔截，因此預期雙方的傷亡人數都會降低。帕克的戰術（包括偶爾使用兩個和三個中隊的大隊）對於他在當時必須作戰的情況下是正確的。在不列顛戰役中反對大編隊最有力的論據是，對法國上空集結起來的突襲如果沒有明確目標計劃，大編隊就不可能及時升空並組成編隊迎擊。
反對使用杜斯福特大隊(Duxford Wing)的另一個論點是，它從來不是一個嚴肅的戰術主張。它是在雷-馬洛里和巴德之間一通電話的討論後成立的，在戰鬥機司令部的內部沒有計劃，草案用於行動或作出過討論（更不用說協定了）。 雷-馬洛里沒有質疑巴德擊落數的聲稱，也沒有持批判性地去評價大編隊的成效。對於一個高級指揮官來說，接受一個沒有經驗的低階軍官的話，並在危急的時刻致力於這樣一個計劃不周的戰術試驗是值得懷疑的。當德國空軍從軍事目標和機場轉向對倫敦的日間空襲時，大編隊的攔截只出現在短短的9月內。"德國空軍"轟炸機在航程極限時處於最脆弱的狀態，而護航的梅塞施密特Bf 109機群與許多德國戰鬥機已經與第11聯隊的戰鬥中耗盡了燃油。然而，當9月15日與德國空軍的遭遇戰時，大編隊產生了巨大的心理衝擊。他們被領導層告知英國皇家空軍已經減少到剩下最後50架戰鬥機後，"德國空軍"空勤人員在根德上空不斷受到帕克的第11聯隊攻擊，就在他們的護航機達到航程極限時，在倫敦上空進一步遇到了60架英國皇家空軍的戰鬥機編隊。這導致德國空軍陷入進一步的混亂。造成這程度奇襲的一個原因是，最近一次大規模德國空軍的戰鬥機掃蕩只遭遇到程度小的抵抗，德國空軍領導層確信英國皇家空軍的戰鬥機所剩無幾; 事實上，帕克已經看出這次德軍的戰鬥機掃蕩是引誘他的戰鬥機升空的詭計; 由於沒有轟炸的威脅，他讓他的戰鬥機留守在地面上。
大編隊戰術雖然作為一種作戰策略並不有效，可是一些公然操縱的統計數據，成為那些反對道丁的人的政治工具。道丁曾與英國皇家空軍的創立人休·特倫查德發生衝突，而兩人在第一次世界大戰期間都是英國皇家飛行隊的指揮官。特倫查德在第二次世界大戰中已經退役，但曾是皇家空軍元帥的他，在空軍最高層中仍然具有影響力。他支持"一擊擊倒"的理論，即空中攻擊是通過轟炸機的反擊，而不是以戰鬥機的防禦來進行的，許多高級空軍和空軍部的人員都同意這一觀點。儘管英國皇家空軍有這一方針，道丁還是得到了足夠的政治支援，將戰鬥機司令部建設成一種非常有效的武器，這種武器贏得了不列顛戰役。
在1940年（可以說是整個戰爭期間），轟炸機司令部根本沒有能力對德國造成打擊，因此支持轟炸機的擁護者對戰鬥機司令部的成功感到非常窘迫。道丁保守的性格和厭惡打這場政治仗，也促成了他的垮臺。大編隊戰術是他的政敵操縱的煙幕，目的是拉倒他。可以理解道丁沒有反擊，是因為他在這一年的大部分時間里都承受著壓力，首先是為了保護戰鬥機司令部，然後是為了監督與"德國空軍"的長期消耗戰。

## 大編隊的演習
1941年1月，戰鬥機司令部在雷-馬洛里舉辦的兵棋推演中探討了在第11聯隊中使用大編隊戰術。其目的是利用德國空軍在1940年9月6日對比金山，肯利和霍恩徹奇皇家空軍基地地區進行實際攻擊的情況來推演證實當時使用大型編隊迎擊的優勢。雷-馬洛里對這次攔截德軍的行動處理失當，放任德軍空襲順利地進行，導致肯利皇家空軍基地和倫敦比金山機場與仍停放在地面上的飛機被轟炸。帕克的一位前管控員解釋了雷-馬洛里的過失。雷-馬洛里回覆說，下次他會做得更好，如果大規模空襲逼近，他將放任它轟炸目標，並在德軍返航法國時對其進行有效攔截。他相信敵人受到如此嚴重的傷害，以至於不會再進行空襲。

## 延伸閲讀
- Brickhill, Paul.Reach for the Sky: The Story of Douglas Bader. (UK: Cassell, 2000, USA: Naval Institute Press, 2001).
- Bungay, Steven. The Most Dangerous Enemy: A History of the Battle of Britain. (Aurum Press, 2001).
- Davison, Martin and Taylor, James.Spitfire Ace: Flying the Battle of Britain. (Pan Books, 2004).
- Deighton, Len. Fighter: The True Story of the Battle of Britain. (UK: Vintage, 2008, USA: Pimlico, 2008). ISBN 1-84595-106-9.
- James, T.C.G.The Battle of Britain. Royal Air Force Official Histories, Air Defence of Great Britain, vol2. (Frank Cass, 2000)
- McKay, Niall and Price, Christopher. Safety in Numbers: Ideas of concentration in Royal Air Force fighter defence from Lanchester to the Battle of Britain. History 96 (2011) 304–325
- Newton Dunn, Bill. 'Big Wing', the biography of Air Chief Marshal Sir Trafford Leigh-Mallory. (AirLife press, 1992).
- Ray, John. The Battle of Britain: Dowding and the First Victory, 1940 (aka The Battle of Britain: New Perspectives). (Cassell, 2000).
- Sarkar, Dilip. Bader's Duxford Fighters: The Big Wing Controversy. (Victory Books International, 2006).
- Turner, John Frayn. The Bader Wing. (Pen and Sword Books, 2007).
- Dixon, Jack. Dowding & Churchill. (Pen and Sword Books, 2008).